# Jean Ravier
Jean Ravier (París, 20 d'octubre de 1933 - 24 de setembre de 2022) fou un històric escalador d'origen francès.
Destacat escalador, va formar sovint cordada amb el seu germà bessó Pierre, coneguts ambdós com els bessons de Bordeus. Plegats, van ser pioners indiscutibles de l'escalada als Pirineus durant els anys 50 i 60. Actualment, és el seu fill Christian qui perpetua una nissaga d'alpinistes que han realitzat grans ascensions per tot el món, però amb l’activitat centrada sobretot a la nostra serralada. El seu cognom signa més de 200 vies als Pirineus. A l'Himàlaia del Nepal, Jean Ravier va formar part de l'expedició francesa que, liderada pel mític Lionel Terray, el 1962 va realitzar la primera ascensió del Jannu o Kumbhakarna (7.710 m), una ascensió que també va estar integrada per altres històrics alpinistes com Robert Paragot. L'abast de la seva activitat va ser tan destacada, especialment pel que fa al Pirineu, que els "Bessons Ravier" és el nom d'un pic de 3.160 metres del cordal del Posets i, tot i ser francesos, tots dos van ser nomenats membres d'honor del GAME el 1997.
Jean i Pierre van néixer l’any 1933 a París, i tres anys més tard es van traslladar per motius laborals del seu pare a Bordeus. El 1939, quan esclata la Segona Guerra Mundial, es desplacen al poble pirinenc de Tusaguèth. D’adolescents, els bessons ja havien pujat al Mont Perdut i al Vinyamala, i als seus precoços divuit anys havien escalat el Corredor de Gaube i la cara nord-oest del Petit Pic d'Ossau. De la gran quantitat d'itineraris oberts per la històrica cordada al Pirineu central, el més difícil fou el pilar de l'Embarradère, al Pic de Mieidia d'Aussau. Altres ascencions destacades foren la paret nord de la Forcanada, la difícil agulla d'Ansabère o l'esperó dels Esparrets, al Mont Perdut. També, la cara nord del Pitó Carré, la tàpia nord de la Torre de Marboré o la desafiadora paret sud del Tozal del Mallo.